# NGC 5251
NGC 5251 (również PGC 48119) – galaktyka spiralna (S0-a), znajdująca się w gwiazdozbiorze Wolarza. Odkrył ją William Herschel 11 kwietnia 1785 roku. Jest to galaktyka z aktywnym jądrem typu LINER.